# David Mitchell
David James Stuart Mitchell (Salisbury, 14 de julho de 1974) é um ator, comediante e apresentador de televisão britânico. Ele nasceu em Salisbury, filho de Ian e Kathy Mitchell. David Mitchell estudou História na Universidade de Cambridge. Lá, ele conheceu e passou a atuar com o comediante Robert Webb, com quem forma a dupla Mitchell e Webb; ambos continuam a fazer parcerias frequentemente. A partir de 1995, Mitchell começou a trabalhar como comediante, e sua fama chegou a nível nacional no Reino Unido. Ele se notabilizou com suas aparições na televisão, com maior destaque na série That Mitchell and Webb Look, e também figura constantemente como convidado em programas de comédia como QI, Have I Got News for You, Mock the Week, Just a Minute, Armando Iannucci's Charm Offensive e 8 out of 10 Cats; o jornal The Independent descreveu-o como "se não o rei, pelo menos o príncipe-regente dos programas de comédia".